# Щербак, Игорь Александрович
И́горь Алекса́ндрович Щерба́к (9 июля 1943, Полтава — 20 ноября 2002) — советский легкоатлет, специалист по бегу на длинные дистанции. Выступал за сборную СССР по лёгкой атлетике в начале 1970-х годов, победитель первенств всесоюзного и республиканского значения, участник летних Олимпийских игр в Мюнхене. Представлял город Харьков и Вооружённые Силы. Мастер спорта СССР международного класса.

## Биография
Игорь Щербак родился 9 июня 1943 года в Полтаве, Украинская ССР.
Серьёзно заниматься бегом начал в начале 1960-х годов во время учёбы в Житомирском радиотехническом Краснознаменном училище войск ПВО СССР. С 1966 года проходил подготовку в Харькове, выступал за Вооружённые Силы. Был подопечным тренера Г. И. Репина.
Впервые заявил о себе в сезоне 1970 года, выиграв часовую гонку и забег на 20 000 метров в Москве. Установил в данных дисциплинах рекорды Украины, которые до настоящего времени остаются непревзойдёнными — 19,929 м и 1:00:11.8 соответственно.
В 1971 году на соревнованиях в Киеве выиграл серебряную медаль в беге на 10 000 метров.
В 1972 году стал серебряным призёром на чемпионате СССР по бегу на 30 км в Ташкенте, с всесоюзным рекордом 2:13:17 одержал победу на Кубке СССР по марафону в Ужгороде, с результатом 2:14:43 взял бронзу на чемпионате СССР по марафону в Новгороде. Благодаря череде удачных выступлений удостоился права защищать честь страны на летних Олимпийских играх в Мюнхене — в программе марафона показал результат 2:25:37, расположившись в итоговом протоколе соревнований на 35-й строке.
В 1973 году на чемпионате СССР по марафону в Москве с результатом 2:17:56 финишировал четвёртым.
За выдающиеся спортивные достижения удостоен почётного звания «Мастер спорта СССР международного класса».
После завершения активной спортивной карьеры продолжал тренироваться и служить в армии. В 1987 году заочно окончил Харьковский государственный педагогический институт. Отслужив в армии 25 лет, уволился в звании майора. Занимал должность председателя ДОСААФ Московского района.
В 1990-е годы дважды перенёс инфаркт. Умер в результате тяжелой и продолжительной болезни 20 ноября 2002 года в возрасте 59 лет.